# Tataouine Nord (delegación)
Tataouine Nord es una delegación de la gobernación de Tataouine en Túnez. En abril de 2014 tenía una población censada de 61 431 habitantes.
Se encuentra ubicada al sur del país, en el desierto del Sahara y cerca de la frontera con Libia y Argelia.